# Década de 1300
Séculos: (Século XIII - Século XIV - Século XV)
Décadas: 1250 1260 1270 1280 1290 - 1300 - 1310 1320 1330 1340 1350
Anos: 1300 - 1301 - 1302 - 1303 - 1304 - 1305 - 1306 - 1307 - 1308 - 1309